# سهامیه (اردستان)
سهامیه (اردستان)، روستایی از توابع بخش مهاباد شهرستان اردستان در استان اصفهان ایران است.

## جمعیت
این روستا در دهستان گرمسیر قرار دارد و براساس سرشماری مرکز آمار ایران در سال ۱۳۸۵، جمعیت آن ۳۶ نفر (۱۲خانوار) بوده‌است.
جمعیت این روستا درحال حاضر (پایان سال (۱۳۹۸))، (۱۹) نفر می‌باشد.